# Gerald Vanenburg
Gerald Mervin Vanenburg (* 5. März 1964 in Utrecht) ist ein ehemaliger niederländischer Fußballspieler und heutiger -trainer.
42-mal spielte er für die niederländische Fußballnationalmannschaft, mit der er 1988 die Europameisterschaft gewann. Er spielte für Ajax Amsterdam (bis 1986), PSV Eindhoven (1986–1993), Júbilo Iwata (1993–1996), FC Utrecht (1997), AS Cannes (1997–1998) und den TSV 1860 München (1998–2000). In den Jahren 1982, 1983, 1985, 1987, 1988, 1989, 1991, 1992 wurde er Niederländischer Meister und in den Jahren 1983, 1986, 1988, 1989, 1990 Niederländischer Pokalsieger. 1988 wurde er mit PSV Eindhoven Europapokalsieger der Landesmeister. 2001 war er beim TSV 1860 München für einige Wochen Co-Trainer unter Peter Pacult, trat dann von diesem Amt aber selbst zurück. Von April 2004 bis Juni 2004 war er Trainer von 1860 München, konnte den Abstieg in die 2. Bundesliga jedoch nicht verhindern.